# Warga (konchiologia)
Warga – zgrubienie na brzegu otworu muszli.
Warga zewnętrzna to położona wzdłuż osi muszli część peristomy (krawędzi ujścia), rozciągająca się od szwu (krawędzi zetknięcia kolejnych skrętów) do podstawy. 
Warga wewnętrzna to odległa od osi muszli część peristomy, rozciągająca się od krawędzi zetknięcia kolejnych skrętów (widocznej w postaci ciągłej linii na powierzchni muszli) do podstawy.